# Târgu Cărbunești
Târgu Cărbunești là một thị xã thuộc hạt Gorj, România. Dân số thời điểm năm 2002 là 8731 người.